# Ernst Meister (acteur)
Ne doit pas être confondu avec Ernst Meister.
Pour les articles homonymes, voir Meister.
Ernst Meister, né le 23 février 1926 à Vienne, enAutriche et mort le 27 septembre 1986 dans cette même ville) est un acteur autrichien.

## Biographie
Ernst Meister étudie au Séminaire Max Reinhardt à Vienne après la fin de la Seconde Guerre mondiale. Après ses premiers engagements à Linz et dans des théâtres viennois, il est attaché  en 1952 au Vienna Volkstheater de Leon Epp. Là, il tient plus de 100 rôles secondaires jusqu'à sa mort. Pour un large public, Meister est devenu populaire grâce à sa participation à la série télévisée Die liebe Familie.
Ernst Meister était marié et a deux fils. Il a vécu à Vienne-Döbling à Helmut-Qualtinger-Hof.
Ernst Meister a reçu de nombreuses récompenses, notamment le titre d'acteur de chambre professionnel (Kammerschauspieler) et l'anneau Albin Skoda. Il est mort le 27 septembre 1986 d'une crise cardiaque à Vienne.
Sa tombe est située au cimetière de Grinzing à Vienne (groupe 37, rangée 2, numéro 22).

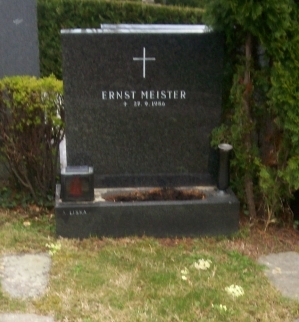
Tombe d'Ernst Meister à Grinzing.

## Récompenses et distinctions
- 1977/1978 : Prix Karl Skraup pour représentation théâtrale
- 1983 : Anneau Albin Skoda
- 1983 : Kammerschauspieler